# Нічонув
Нічонув (пол. Niczonów, нім. Nitznow) — село в Польщі, у гміні Карниці Ґрифицького повіту Західнопоморського воєводства.
Населення — 71 особа (2011).
У 1975-1998 роках село належало до Щецинського воєводства.

## Демографія
Демографічна структура станом на 31 березня 2011 року:
|          | Загалом | Допрацездатний вік | Працездатний вік | Постпрацездатний вік |
| -------- | ------- | ------------------ | ---------------- | -------------------- |
| Чоловіки | 36      | 6                  | 23               | 7                    |
| Жінки    | 35      | 9                  | 17               | 9                    |
| Разом    | 71      | 15                 | 40               | 16                   |